# 11679 Brucebaker
11679 Brucebaker este un asteroid din centura principală de asteroizi.

## Descriere
11679 Brucebaker este un asteroid din centura principală de asteroizi. A fost descoperit pe 25 februarie 1998 la Haleakala în cadrul programului NEAT. Asteroidul prezintă o orbită caracterizată de o semiaxă mare de 2,15 ua, o excentricitate de 0,08 și o înclinație de 2,5° în raport cu ecliptica.